# 課外授業 (映画)
『課外授業』（かがいじゅぎょう、原題:Lezioni private, 英題:The Private Lesson）は、1975年に公開されたイタリアの青春映画。

## 概説
『ベビイ・ドール』でブレイクした女優キャロル・ベイカーがイタリアへ渡って主演したお色気系の学園物で、ベイカーは既に熟女の域に達していた。美しい中年の女性音楽教師が若い生徒と出会い、生徒の家でピアノの個人レッスンも教えた後、最後に性の手ほどきをするという青春映画である。
なお、続編的作品に『新・課外教授』（1976年）もあるが、監督がアンドレア・ビアンキに交代した。

## スタッフ
- 監督：ヴィットリオ・デ・システィ
- 脚本：パオロ・ブリジェーニ
- 撮影：マリオ・マジーニ
- 音楽：フランコ・ミカリッツィ
- 製作：エンツォ・ドーリア

## キャスト
| 役名                                         | 俳優                           | 日本語吹替 | 日本語吹替 |
| 役名                                         | 俳優                           | テレビ版1  | テレビ版2  |
| -------------------------------------------- | ------------------------------ | ---------- | ---------- |
| ラウラ・フォルメンティ                       | キャロル・ベイカー             | 小原乃梨子 | 沢田敏子   |
| アレッサンドロ                               | ロザリーノ・チェッラマーレ     |            |            |
| エマヌエラ（アレッサンドロのガールフレンド） | レオノーラ・ファニ             |            |            |
| ガブリエーレ（アレッサンドロの親友）         | エミリオ・ロクルチオ           |            |            |
| ロジーナ（ジュリオの家政婦）                 | フェミ・ベヌッシ               |            |            |
| パオラ（アレッサンドロのクラスメイト）       | ルイーザ・マネリ               |            |            |
| ルイージ（アレッサンドロの父）               | カルロ・ジュフレ               |            |            |
| ジゼラ（アレッサンドロの母）                 | コンスタンティーナ・ペトコヴァ |            |            |
| ジュリオ（アレッサンドロの伯父）             | レンツォ・モンニャーニ         |            |            |
| 露出狂                                       | レオポルド・トリエステ         |            |            |